# ستاينر بيدرسن
ستاينر بيدرسن (بالنرويجية البوكمول: Steinar Pedersen)‏ (6 يونيو 1975 في النرويج - ) هو مدرب كرة قدم ولاعب كرة قدم نرويجي في مركز الدفاع. شارك مع منتخب النرويج تحت 17 سنة لكرة القدم ومنتخب النرويج تحت 18 سنة لكرة القدم ومنتخب النرويج تحت 21 سنة لكرة القدم ومنتخب النرويج لكرة القدم. أما مع النوادي، فقد لعب مع بوروسيا دورتموند ونادي ستارت ونادي سترومسغودست ونادي غوتبورغ ونادي ليلستروم.

## مسيرته الكروية
لعب ستاينر بيدرسن خلال مسيرته الاحترافية مع 4 أندية في واحد وعشرون موسمًا وسجل خلالها 25 هدفًا ضمن 408 مباراة. ولم يفز بأي موسم بالكأس أو بالدوري.
خاض ستاينر بيدرسن مسيرته مع نادي ستارت في عامي 1994-1996 في المرة الأولى ولمدة موسمين ثم في موسم 2002 ليلعب معه سبعة مواسم ثم ما بين عامي 2012 و2013 لمدة موسم واحد، مشاركًا طوالها في 220 مباراة سجل خلالها 17 هدفًا. ثم انتقل إلى نادي بوروسيا دورتموند للفورميلا في موسم 1996–97 في المرة الأولى لمدة موسم واحد ثم في موسم 1997–98 لمدة موسم واحد، حيث شارك طوالها في 4 مباريات ولم يسجل أي هدف. لينتقل بعدها إلى نادي ليلستروم ما بين عامي 1997 و1998 في المرة الأولى لمدة موسم واحد ثم في موسم 2008 ليلعب معه خمسة مواسم، مشاركًا طوالها في 131 مباراة سجل خلالها 7 أهداف. ثم انتقل إلى نادي غوتبورغ في موسم 1999 واستمر معه طيلة ثلاثة مواسم، مشاركًا في 53 مباراة سجل خلالها هدفًا واحدًا.

## وصلات خارجية
- ستاينر بيدرسن على موقع IMDb (الإنجليزية)

- ستاينر بيدرسن على موقع اتحاد النرويج (النرويجية)
- ستاينر بيدرسن على موقع قاعدة بيانات كرة القدم.إي يو (الإنجليزية)
- ستاينر بيدرسن على موقع ناشيونال فوتبول تيمز (الإنجليزية)
- ستاينر بيدرسن على موقع عالم كرة القدم.نت (الإنجليزية)